# Claiborne
Claiborne es un lugar designado por el censo ubicado en la parroquia de Ouachita en el estado estadounidense de Luisiana. En el Censo de 2010 tenía una población de 11507 habitantes y una densidad poblacional de 444,69 personas por km².

## Geografía
Claiborne se encuentra ubicado en las coordenadas 32°32′29″N 92°11′46″O / 32.54139, -92.19611. Según la Oficina del Censo de los Estados Unidos, Claiborne tiene una superficie total de 25.88 km², de la cual 25.79 km² corresponden a tierra firme y 0.09 km² (0.34 %) es agua.

## Demografía
Según el censo de 2010, había 11 507 personas residiendo en Claiborne. La densidad de población era de 444,69 hab./km². De los 11 507 habitantes, Claiborne estaba compuesto por el 93.21 % blancos, el 3.02 % eran afroamericanos, el 0.37 % eran amerindios, el 1.44 % eran asiáticos, el 0.03 % eran isleños del Pacífico, el 0.87 % eran de otras razas y el 1.05 % pertenecían a dos o más razas. Del total de la población el 2.81 % eran hispanos o latinos de cualquier raza.